# Neureclipsis parvula
Neureclipsis parvula är en nattsländeart som beskrevs av Banks 1907. Neureclipsis parvula ingår i släktet Neureclipsis och familjen fångstnätnattsländor. Inga underarter finns listade i Catalogue of Life.